# Terminator: The Sarah Connor Chronicles
Terminator: The Sarah Connor Chronicles è una serie televisiva statunitense di genere drammatico/fantascientifico coprodotta dalla Fox e dalla Warner Bros. La serie è un seguito del film Terminator 2 - Il giorno del giudizio, alternativo ai successivi capitoli cinematografici.
L'episodio pilota (sceneggiato da Josh Friedman e diretto da David Nutter) è andato in onda il 13 gennaio 2008 raccogliendo ben 18 milioni di spettatori e risultando uno dei migliori debutti di una serie TV degli ultimi due anni. La seconda stagione, di 22 episodi, è iniziata negli Stati Uniti l'8 settembre 2008.
In seguito al calo degli ascolti, il 18 maggio 2009 la Fox ha ufficialmente chiuso la serie.

## Trama
La serie racconta la vita di Sarah Connor e di suo figlio John a partire dal 1999, quando la donna, protagonista femminile dei primi due episodi del ciclo di Terminator, si ritrova ad avere su di sé tutta la responsabilità dell'educazione del figlio adolescente, consapevole del fatto che in futuro avrà il ruolo di leader della resistenza umana.

## Personaggi e interpreti

### Personaggi principali
- Sarah Connor (stagione 1-2), interpretata da Lena Headey, doppiata da Anna Cesareni.
È la madre di John Connor, ricercata dall'FBI che non crede alla sua storia sulle "macchine".
- John Connor (stagione 1-2), interpretato da Thomas Dekker, doppiato da Lorenzo De Angelis.
È il futuro leader della resistenza umana contro le macchine, ma oggi è solo un ragazzo intrappolato in un destino che vorrebbe evitare.
- Cameron Phillips (stagione 1-2), interpretata da Summer Glau, doppiata da Emanuela Damasio.
È un terminator femminile inviato indietro nel tempo (1999, in seguito 2007) dall'anno 2027 per proteggere John Connor da parte del John Connor del futuro. Il suo modello non è ancora stato rivelato ma le sue capacità superano quelle di un T-800. Il nome del personaggio fa riferimento al regista James Cameron che ha ideato la serie di Terminator e ha diretto i primi due film.[3] La missione del terminator, prima di essere riprogrammato, era quello di infiltrarsi nella resistenza, per questo il suo aspetto esteriore è quello di Allison Young, membro della resistenza.
- Cromartie (stagione 1-2), interpretato da Garret Dillahunt, è l'apparentemente indistruttibile Terminator - modello T-888 - inviato nel presente (1999 e in seguito 2007) per eliminare John Connor.
- James Ellison (stagione 1-2), interpretato da Richard Timothy Jones, doppiato da Gianni Bersanetti.
È un agente dell'FBI che insegue i Connor e indaga sull'esistenza dei terminator.
- Derek Reese (stagione 1-2), interpretato da Brian Austin Green e doppiato da Giorgio Borghetti.
È il fratello di Kyle Reese, quindi zio di John Connor.
- Jesse Flores (stagione 2), interpretata da Stephanie Chaves-Jacobsen.
È una combattente Australiana della resistenza con il rango di comandante. Intrattiene una relazione con Derek Reese.
- Riley Dawson (stagione 2), interpretata da Leven Rambin.
È una liceale e anche la nuova fiamma di John, contro il parere della madre. John non le rivela la sua storia ma ben presto si rende conto che la mette sempre più in pericolo standole accanto. All'insaputa di John, Jesse ha portato Riley indietro dal futuro per evitare che si avvicini sentimentalmente troppo a Cameron. Riley lega molto con John, ma verrà uccisa da Jesse in uno scontro.
- Catherine Weaver (stagione 2), interpretata da Shirley Manson.
È la signora a capo della ZeiraCorp azienda leader nella tecnologia informatica. In realtà è un T-1001 fatto di metallo liquido. Figura ambigua che si divide tra lo sviluppo di un'intelligenza artificiale basata su Il Turco (di cui si ritiene sia il computer intuitivo precursore di Skynet) e lo sforzo di comprendere l'emotività umana tramite le attenzioni verso la figlia Savannah (di cui ovviamente non è la vera madre).

### Personaggi secondari
- Josue Aguirre: Bobo
- Brian Allen: Highway Guy
- Kristina Apgar: Cheri Westin
- Edoardo Ballerini: Timms
- Aaron James Cash: Cromartie
- Luis Chávez: Morris
- Catherine Dent: agente Greta Simpson
- John DeVito: giovane John
- Matt McColm: Vick
- Craig Fairbrass: falso Sarkissian
- Jesse Garcia: Carlos
- Brendan Hines: Andy Goode
- Neil Hopkins: Mr. Harris
- Floriana Lima: Franny
- Ambrit Millhouse: receptionist
- Sabrina Perez: Chola
- Jonathan Sadowski: Sayles
- Tiya Sircar: Zoey
- Alessandra Toreson: Jordan
- James Urbaniak: Margos Sarkissian
- Sonya Walger: Michelle Dixon
- Tony Wilde: Eric Carlson
- Dean Winters: Charley Dixon
- Charlayne Woodard: Tarissa Dyson

## Episodi
| Stagione         | Episodi | Prima TV USA | Prima TV Italia |
| ---------------- | ------- | ------------ | --------------- |
| Prima stagione   | 9       | 2008         | 2008            |
| Seconda stagione | 22      | 2008-2009    | 2009            |

## Colonna sonora
La colonna sonora è stata composta da Bear McCreary.
Nell'ultimo episodio della prima stagione viene utilizzata la canzone The Man Comes Around di Johnny Cash.